# Katsumi Matsumura
Katsumi Matsumura (松村 勝美?, Matsumura Katsumi; 8 marzo 1944) è una pallavolista giapponese, più volte campionessa mondiale e olimpica.

## Carriera

### Club
.

### Nazionale
È stata una giocatrice importante per la squadra delle Streghe orientali, con la quale ha vinto di fila il Campionato mondiale femminile FIVB del 1962, i Giochi olimpici di Tokyo del 1964 e il Campionato mondiale femminile FIVB del 1967.
Qualche anno più tardi ha gareggiato con la nazionale femminile di pallavolo del Giappone ai campionati mondiale del 1970 in Bulgaria e alle Olimpiadi estive del 1972, vincendo in entrambe le occasioni la medaglia d'argento.